# Atletismo nos Jogos Olímpicos de Verão da Juventude de 2010 - Arremesso de martelo masculino
As provas do arremesso de martelo masculino do atletismo nos Jogos Olímpicos de Verão da Juventude de 2010 foram realizadas nos dias 19 (qualificatória) e 23 de agosto (finais), no Estádio Bishan, em Cingapura. 15 atletas estavam inscritos neste evento.

## Medalhistas
| Ouro   | CHN Liu Binbin             |
| Prata  | CYP Alexandros Poursanidis |
| Bronze | HUN Balázs Töreky          |

## Qualificatória
| Pos. | Nome                   | País              | 1     | 2     | 3     | 4     | Resultado | Notas     | Final |
| ---- | ---------------------- | ----------------- | ----- | ----- | ----- | ----- | --------- | --------- | ----- |
| 1    | Eslam Ibrahim          | EGY Egito         | 69.32 | 73.42 | x     | x     | 73.42     |           | A     |
| 2    | Daniel Cruz García     | CUB Cuba          | x     | 70.11 | 72.17 | 71.25 | 72.17     |           | A     |
| 3    | Martynas Šedys         | LTU Lituânia      | 72.15 | 64.21 | 69.52 | 70.05 | 72.15     |           | A     |
| 4    | Balázs Töreky          | HUN Hungria       | 66.72 | 71.30 | 70.97 | 65.28 | 71.30     |           | A     |
| 5    | Liu Binbin             | CHN China         | 67.17 | x     | 70.33 | 69.54 | 70.33     |           | A     |
| 6    | Sebastian Dobkowski    | POL Polônia       | x     | 70.13 | x     | x     | 70.13     |           | A     |
| 7    | Nektarios Fylladitakis | GRE Grécia        | 64.04 | 66.59 | 68.67 | 67.85 | 68.67     |           | A     |
| 8    | Alexandros Poursanidis | CYP Chipre        | 66.08 | 67.24 | x     | x     | 67.24     |           | A     |
| 9    | Abduqodir Barotov      | TJK Tajiquistão   | 64.49 | 65.94 | 66.96 | 64.67 | 66.96     |           | B     |
| 10   | Diego del Real         | MEX México        | x     | x     | 66.44 | x     | 66.44     |           | B     |
| 11   | Sergiy Regeda          | UKR Ucrânia       | x     | 65.66 | 66.02 | x     | 66.02     |           | B     |
| 12   | Andrew Elkins          | GBR Grã-Bretanha  | 59.97 | 64.90 | x     | 65.86 | 65.86     |           | B     |
| 13   | Stiaan Minnie          | RSA África do Sul | x     | 60.55 | x     | 62.31 | 62.31     |           | B     |
|      | Ilmari Lahtinen        | FIN Finlândia     | x     | x     | x     | x     |           | Sem marca | B     |
|      | Jaromír Pumr           | CZE Chéquia       | x     | x     | x     | x     |           | Sem marca | B     |

## Finais

### Final B
| Pos. | Nome              | País              | 1     | 2     | 3     | 4     | Resultado | Notas     |
| ---- | ----------------- | ----------------- | ----- | ----- | ----- | ----- | --------- | --------- |
| 1    | Diego del Real    | MEX México        | 65.48 | 66.21 | x     | 69.66 | 69.66     |           |
| 2    | Andrew Elkins     | GBR Grã-Bretanha  | 64.58 | 65.35 | 65.61 | 67.77 | 67.77     |           |
| 3    | Abduqodir Barotov | TJK Tajiquistão   | 65.92 | 62.44 | x     | 64.09 | 65.92     |           |
| 4    | Ilmari Lahtinen   | FIN Finlândia     | 64.72 | x     | x     | x     | 64.72     |           |
| 5    | Jaromír Pumr      | CZE Chéquia       | 63.78 | x     | 62.71 | x     | 63.78     |           |
| 6    | Stiaan Minnie     | RSA África do Sul | 54.65 | 62.11 | 63.30 | x     | 63.30     |           |
|      | Sergiy Regeda     | UKR Ucrânia       | x     | x     | x     | x     |           | Sem marca |

### Final A
| Pos.              | Nome                   | País         | 1     | 2     | 3     | 4     | Resultado | Notas |
| ----------------- | ---------------------- | ------------ | ----- | ----- | ----- | ----- | --------- | ----- |
| Medalha de ouro   | Liu Binbin             | CHN China    | 70.82 | 73.57 | x     | 73.99 | 73.99     |       |
| Medalha de prata  | Alexandros Poursanidis | CYP Chipre   | 63.16 | 65.91 | 70.30 | x     | 70.30     |       |
| Medalha de bronze | Balázs Töreky          | HUN Hungria  | 67.70 | x     | 70.13 | 66.50 | 70.13     |       |
| 4                 | Sebastian Dobkowski    | POL Polônia  | 61.83 | 67.53 | 68.71 | 69.54 | 69.54     |       |
| 5                 | Martynas Šedys         | LTU Lituânia | 62.71 | x     | 63.48 | 68.57 | 68.57     |       |
| 6                 | Eslam Ibrahim          | EGY Egito    | x     | x     | 63.75 | x     | 63.75     |       |
| 7                 | Daniel Cruz García     | CUB Cuba     | x     | 61.70 | 62.42 | x     | 62.42     |       |
| 8                 | Nektarios Fylladitakis | GRE Grécia   | x     | x     | x     | 57.59 | 57.59     |       |